# Mittermaierhaus

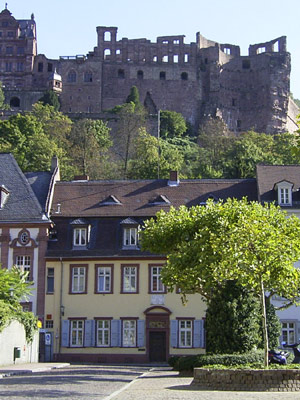
Das Mittermaierhaus vom Karlsplatz aus gesehen, im Hintergrund das Heidelberger Schloss

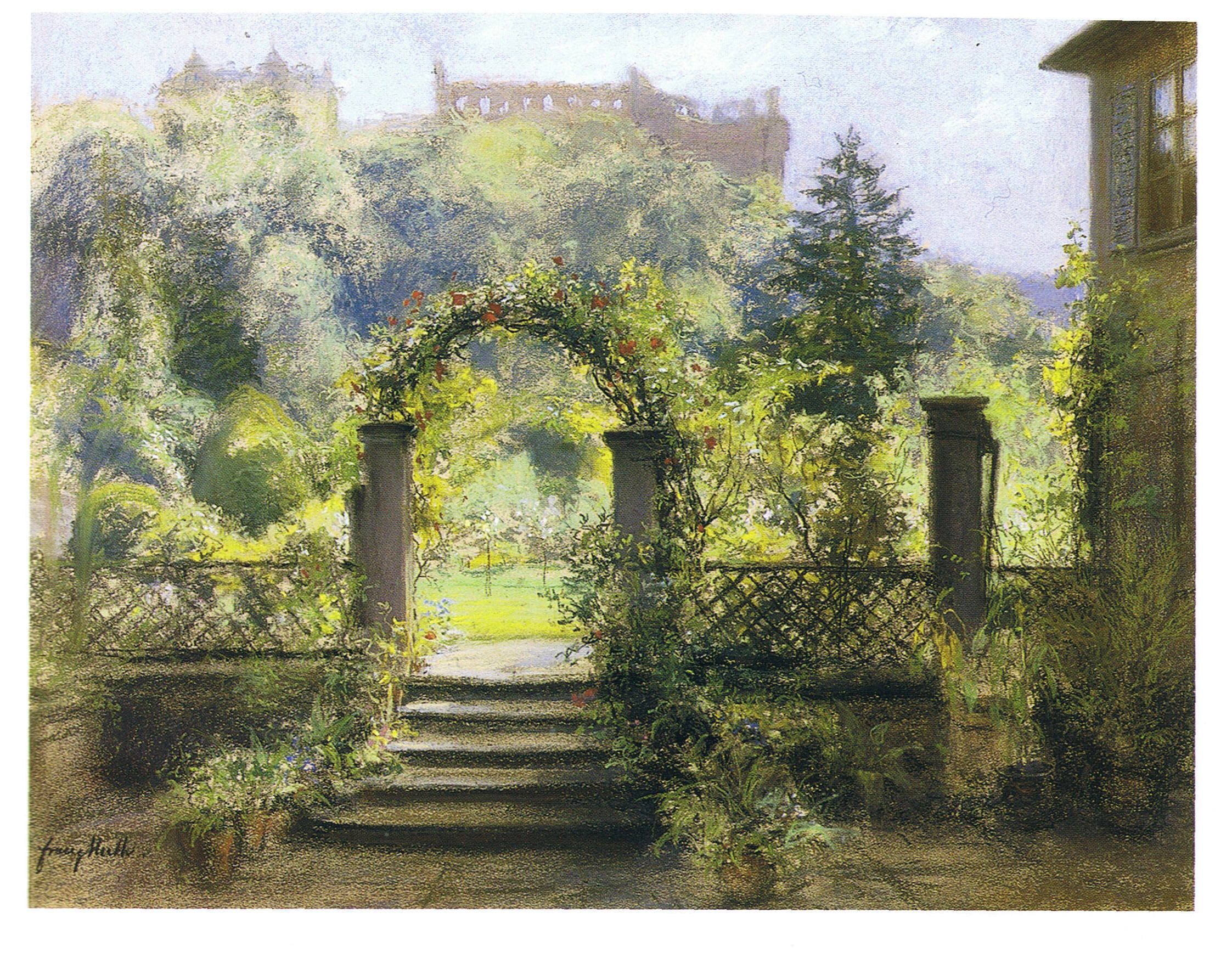
Der Garten des Mittermaierhauses. Pastell von Franz Huth

Das Mittermaierhaus (auch Palais Mittermaier) ist ein barockes Bürgerhaus in Heidelberg. Es befindet sich in der Karlstraße 8 unterhalb des Heidelberger Schlosses.
Das nach 1700 errichtete Gebäude wurde um 1790 nach Plänen von Peter Anton von Verschaffelt im Stil Louis Seize umgebaut. Aus dieser Zeit stammt auch der Bibliotheksschrank mit zwölf Gemälden von Karl Kuntz.  Das barocke Bürgerhaus wurde ab 1822 von dem Rechtsgelehrten und bedeutenden Liberalen Karl Joseph Anton Mittermaier (1787–1867) und bis 1958 von dessen Nachkommen bewohnt. Der seither nahezu unveränderte Zustand und seine bedeutenden Besitzer verleihen dem Anwesen eine herausragende Bedeutung im historischen Stadtbild Heidelbergs. Heute gehört das Gebäude der Turnerschaft im  CC Ghibellinia Heidelberg und wird u. a. als Studentenwohnheim und für Veranstaltungen genutzt.